# 셜리 치점

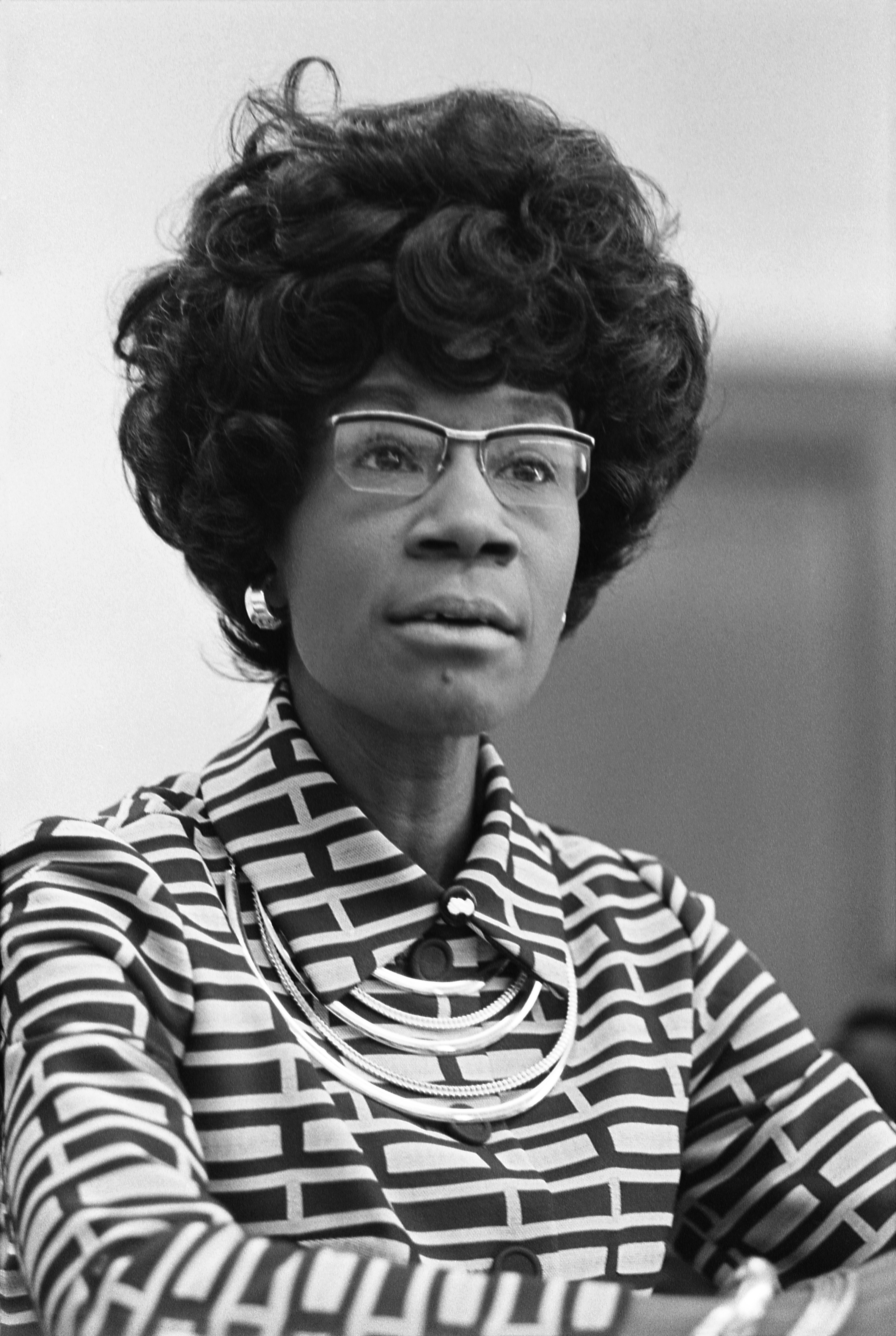
셜리 치점

셜리 치점(영어: Shirley Chisholm, 1924년 11월 30일 ~ 2005년 1월 1일)은 미국 정치가이자 교육가, 저술가다. 1969년부터 1983년까지 뉴욕 12번구 하원의원을 지냈다. 1968년 미국 의회 최초 흑인 여성 의원이 되었으며, 1972년엔 흑인 최초로 미국 대통령 선거에 민주당 경선 후보로 출마하였다.

## 어린 시절
뉴욕 브루클린에서 태어났으며, 본명은 셜리 힐(Shirley Hill)이다. 어린 시절 외할머니가 있던 서인도제도 바베이도스에서 영국식 교육을 받으며 자랐다. 이후 브루클린 대학에 들어가 1949년 BA 학위를 받고 졸업한다. 이후 학교 선생님으로 일하면서 컬럼비아 대학에서 초등 교육 석사학위를 받는다. 1963년부터 1959년까지 뉴욕시 해밀튼-매디슨 아동 보호 센터 원장을 지냈고, 1959년부터 1964년까지 뉴욕시 탁아부 교육 컨설턴트를 지낸다.

## 정치 경력
1964년 뉴욕주 의회 선거에 나가 당선된다. 이어 1968년에는 뉴욕 12 구역 하원의원 선거에 민주당 후보로 나서 당선된다. 그녀는 미국 국회 최초 흑인 여성 의원이었다.
초선 의원으로 치점은 농림위원회에 배속된다. 그녀 대표구가 농업지역이 아니었다는 이유로 초선의원으로는 이례적으로 결정에 항의하며 재배정을 요구한다. 요구는 받아들여져 참전군인 위원회로 배속된다. 그리고, 헤일 보그스가 백인이었음에도 원내총무 경선에서 존 코니어스가 아닌 헤일 보그스를 지지한다. 이에 대한 보답으로 보그스는 그녀를 주요 위원회의 하나인 교육 노동 위원회에 배정한다. 그녀가 은퇴할 때 그녀는  서열 3위에 이르렀다.
치점은 1969년 창설 멤버로 국회 흑인 전당대회에 참여한다. 1972년 치점은 민주당 대통령선거 경선 후보 출마를 선언하여 152명 대의원 득표를 얻지만, 결국은 사우스다코타주 대표 조지 맥거번에게 패배한다. 치점 지지층은 다양한 인종을 아우르고 있었으며, 미국 여성 기구(NOW)도 지지를 보내주었다. 그녀 경선에 자원봉사로 참여한 사람 가운데에는 25년 후 여성 국회의원이 되는 바버라 리도 있었다. 그녀는 그녀의 출마에 관해 "가능성이 적음에도" "현상에 머무르려는 데에 대한 거부와 의지를 보여주려 했다"고 밝혔다.
치점은 경선 과정에서 저격을 받아 입원한 경쟁상대인 조지 월러스를 방문해 논란을 일으켰다. 몇 년 후 치점이 내국인 노동자의 최저임금 법안을 올렸을 때 월러스는 법안이 통과하도록 남부 의원의 표를 동원해 줬다. 하원 재직기간 동안 치점은 도심 주거지 삶의 질을 높이려 힘쎴다. 그녀는 징집 반대, 군사비 예산 감축, 교육, 의료, 복지 예산 증가에 목소리를 높였다. 1982년 은퇴를 선언하고, 1983년 그 자리는 동료 민주당 의원에게 넘겨줬다. 국회를 떠난 후 치점은 매사추세츠 마운트 홀리오크 대학 퓨링턴 의장자리를 맡아, 4년 동안 학생을 지도했다. 그녀 순회 강연 또한 인기가 높았다.

## 사생활
1949년부터 1977년까지 콘래드 치점과 결혼생활을 했으며, 그와의 이혼 후 아서 하드윅 2세와 재혼했다. 두 번째 남편은 1986년 사망한다.
셜리 치점은 델타 시그마 세타 회의 일원이었으며, 1993년 미국 여성 명예의 전당에 올랐다. 저서로 1970년작 〈Unbought and Unbossed〉, 1973년작〈The Good Fight〉가 있다.
은퇴후 플로리다에서 지내다가 2005년 1월 1일 사망했다. 2005년 2월엔 흑인 여성인 독립영화 제작자 숄라 린치가 치점의 1972년 대통령 도전을 그린 다큐멘터리 영화〈Shirley Chisholm '72: Unbought and Unbossed,〉를 제작하여 미국 PBS을 통해 방영되었다. 이 영화는 2004년 선댄스 영화제에 소개되었으며, 한국에도 EBS 다큐멘터리 영화제를 통해 방영되었다.

## 역대 선거 결과
| 선거명      | 직책명                     | 대수  | 정당   | 득표율 | 득표수   | 결과 | 당락                 |
| ----------- | -------------------------- | ----- | ------ | ------ | -------- | ---- | -------------------- |
| 1964년 선거 | 시의원 (뉴욕 제17선거구)   | 175대 | 민주당 | 86.61% | 18,151표 | 1위  | 뉴욕 시의원 당선     |
| 1965년 선거 | 시의원 (뉴욕 제45선거구)   | 176대 | 민주당 | 82.19% | 10,508표 | 1위  | 뉴욕 시의원 당선     |
| 1966년 선거 | 시의원 (뉴욕 제55선거구)   | 177대 | 민주당 | 80.42% | 9,743표  | 1위  | 뉴욕 시의원 당선     |
| 1968년 선거 | 하원의원 (뉴욕 제12선거구) | 91대  | 민주당 | 66.53% | 34,885표 | 1위  | 뉴욕주 하원의원 당선 |
| 1970년 선거 | 하원의원 (뉴욕 제12선거구) | 92대  | 민주당 | 81.78% | 31,500표 | 1위  | 뉴욕주 하원의원 당선 |
| 1972년 선거 | 하원의원 (뉴욕 제12선거구) | 93대  | 민주당 | 87.95% | 57,821표 | 1위  | 뉴욕주 하원의원 당선 |
| 1974년 선거 | 하원의원 (뉴욕 제12선거구) | 94대  | 민주당 | 80.19% | 26,446표 | 1위  | 뉴욕주 하원의원 당선 |
| 1976년 선거 | 하원의원 (뉴욕 제12선거구) | 95대  | 민주당 | 87.05% | 43,203표 | 1위  | 뉴욕주 하원의원 당선 |
| 1978년 선거 | 하원의원 (뉴욕 제12선거구) | 96대  | 민주당 | 87.77% | 25,697표 | 1위  | 뉴욕주 하원의원 당선 |
| 1980년 선거 | 하원의원 (뉴욕 제12선거구) | 97대  | 민주당 | 87.11% | 35,446표 | 1위  | 뉴욕주 하원의원 당선 |

## 같이 보기
- 미국 하원